# Syllepte rubrifucalis
Syllepte rubrifucalis là một loài bướm đêm trong họ Crambidae.